# 宇佐美繁
宇佐美 繁（うさみ しげる、1942年3月3日 - 2003年2月9日）は、日本の農業経済学者。学位は、農学博士（論文博士・1970年）（学位論文「高度成長経済下における農民諸階層の状態」）。

## 略歴
秋田県仙北郡六郷町（現・美郷町）生まれ。秋田県立横手高等学校卒業。1964年北海道大学農学部農業経済学科卒、1969年同大学院農学研究科博士課程満期退学、農林省農業総合研究所に入所。1970年「高度成長経済下における農民諸階層の状態」で農学博士の学位を取得。1973年農林省農業総合研究所積雪地方支所勤務。1979年雇用研究室長。1980年宇都宮大学農学部助教授。1990年教授。

## 著作集
- 『宇佐美繁著作集』宇佐美繁著作集編集委員会編 筑波書房、2004-2005

1　農民層分解と稲作上層農
2　農村社会の史的構造
3　農業生産力展開と地帯構成
4　農業構造と担い手の変貌
5　環境創造型農業の形成

### 共編著
- 『農民層分解の構造 戦後現段階 新潟県蒲原農村の分析』田代洋一,宇野忠義共著 御茶の水書房 1975
- 『講座日本の社会と農業 2(東北編) みちのくからの農業再構成』河相一成共編著 日本経済評論社 1985
- 『食糧・農業問題全集 11-B 工業化社会の農地問題 構造問題と土地問題の接点』今村奈良臣,河相一成編 宇佐美ほか執筆 農山漁村文化協会 1989
- 『地域営農集団と法人経営 実践事例と組織化への手引』編著 日本経済評論社 1994
- 『家族経営の法人化を考える 実践事例と法人化への手引』亀和田秀雄共編 日本経済評論社 1996
- 『日本農業 その構造変動 1995年農業センサス分析』編著 農林統計協会 1997

## 論文
- ＜宇佐美繁